# ナウハイムの戦い
ナウハイムの戦い（ナウハイムのたたかい、英語: Battle of Nauheim）またはヨハニスベルクの戦い（ヨハニスベルクのたたかい、英語: Battle of Johannisberg）は七年戦争中の1762年8月30日、フェルディナント・フォン・ブラウンシュヴァイク＝ヴォルフェンビュッテル率いるイギリス、プロイセン、ブラウンシュヴァイク、ヘッセン＝カッセルの連合軍がコンデ公ルイ5世ジョゼフ率いるフランス軍に敗北した戦闘。ヴィルヘルムスタールの戦いで敗北したスービーズ公とデストレ公率いるフランス軍は撤退して守備に入り、コンデ公を下ライン地方から呼び戻した。フェルディナントは両軍の合流を阻止しようとしてコンデ公の軍を攻撃したが敗北、自らもマスケット銃の銃撃を受けて負傷した。